# Марьевское муниципальное образование
Марьевское муниципальное образование — сельское поселение в Ершовском районе Саратовской области Российской Федерации.
Административный центр — село Марьевка.

## История
Статус и границы сельского поселения установлены Законом Саратовской области от 27 декабря 2004 года № 82-ЗСО «О муниципальных образованиях, входящих в состав Ершовского муниципального района»

## Население
| 2010 | 2011  | 2012 | 2013 | 2014 | 2015 | 2016 |
| ---- | ----- | ---- | ---- | ---- | ---- | ---- |
| 1018 | ↘1016 | ↘987 | ↘963 | ↘925 | ↘883 | ↘872 |
| 2017 | 2018  | 2019 | 2020 | 2021 |      |      |
| ↘869 | ↘864  | ↘855 | ↘833 | ↘696 |      |      |

## Состав сельского поселения
| № | Населённый пункт | Тип населённого пункта       | Население |
| - | ---------------- | ---------------------------- | --------- |
| 1 | Богдашино        | посёлок                      | 0         |
| 2 | Красный Боец     | посёлок                      | ↘590      |
| 3 | Марьевка         | село, административный центр | ↘336      |
| 4 | Новоряженка      | село                         | ↘92       |